# East Lothian
L'East Lothian est l'un des 32 council areas de l'Écosse ainsi qu'une région de lieutenance. L'East Lothian est frontalier de la ville d'Édimbourg et du Midlothian à l'ouest et des Scottish Borders au sud. La principale ville est Musselburgh mais le chef lieu en est cependant Haddington.
L'East Lothian était un comté jusqu'en 1975, parfois appelé sous le nom anglais de Haddingtonshire jusqu'en 1921.

## Circonscription
D'une superficie de 679 km2, l'East Lothian est la 18e région d'Écosse par sa taille et 22e par sa population (91 580 habitants en 2004). Le parti politique en place est le Parti travailliste avec à sa tête Anne Picking.

## Villes et villages

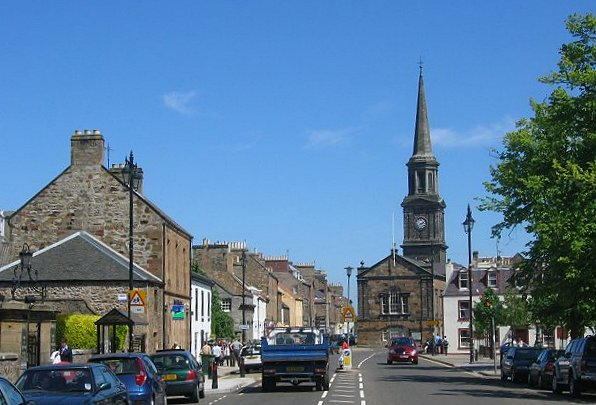
Haddington.

- Aberlady
- Athelstaneford
- Auldhame
- Ballencrieff
- Bolton
- Broxburn
- Cockenzie
- Dirleton
- Dunbar
- Drem
- East Fortune
- East Saltoun
- East Linton
- Elphinstone
- Gifford
- Gullane
- Haddington
- Huntington
- Humbie
- Kingston
- Longniddry
- Macmerry
- Musselburgh
- North Berwick
- Ormiston
- Pencaitland
- Port Seton
- Prestonpans
- Tranent
- Wallyford
- West Barns
- Whitecraig

## Lieux d'intérêt
- Aberlady Bay
- Bass Rock
- Carberry Tower
- Dirleton Castle
- Gullane Bents
- Hopetoun Monument
- Lennoxlove historic house
- Longniddry Bents
- Museum of Flight, East Fortune
- Preston Mill

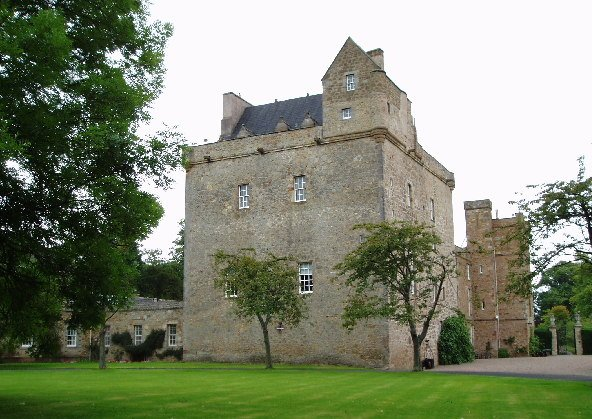
Lennoxlove House.

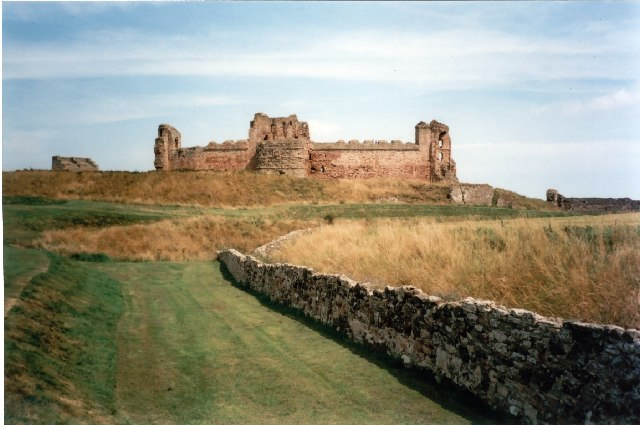
Château de Tantallon.

- Scottish Seabird Centre, North Berwick
- Tantallon Castle
- Chesters Hill Fort
- Torness Nuclear Power Station
- Traprain Law

## Personnalités notables
- Arthur Balfour, Premier ministre britannique de 1902 à 1905.
- John Muir, fondateur des parcs nationaux américains, né à Dunbar.